# Едмунд Гемса
Едмунд Гємса (пол. Edmund Giemsa; нар. 16 грудня 1912, Руда, Німецька імперія — пом. 30 вересня 1994, Чиннор, Англія) — польський футболіст, виступав на позиції нападника та півзахисника.

## Життєпис
Вихованець клубу «Напжуд» (Руда). Виступав за клуб «Рух» з Хожува в довоєнні роки. Чемпіон Польщі (1933, 1934, 1935, 1936, 1938). Відомий був завдяки виконанню штрафних ударів.
За збірну Польщі провів перший матч 4 червня 1933 року проти Бельгії в Варшаві (0:1), останній матч провів 27 серпня 1939 року проти Угорщини у Варшаві (4:2). Значився в заявці на чемпіонат світу 1938 року. Загалом у складі збірної Польщі зіграв 9 матчів.
Під час німецької окупації деякий час виступав за «Бісмаркгюттер». У роки Другої світової війни був мобілізований у Вермахт, звідки дезертирував і втік до Франції до партизанів. Служив у 2-му польському корпусі, воював в Італії. Після закінчення війни не прийняв нову владу й залишився жити в Англії.